# Макар (Бархударянц)
Єпископ Макар (в миру Геворг Бархударянц, вірм. Գևորգ Բարխուդարյանց; 1823 р., село Хнацах, Карабахська провінція — 6 (19) лютого 1906 р., Нахічевань) — єпископ Вірменської Апостольської Церкви, мандрівник, письменник, етнограф, археолог, педагог.
Відомий як автор книги «Арцах», а також як один з найбільших дослідників Арцаха і прилеглих областей. Жив і творив в основному в Шуші.

## Біографія
Народився в 1823 році в селі Ханацах.
Початкову освіту здобув у рідному селі у місцевого священика. В 1862 році бажання до навчання привело його в Єрусалим, де під керівництвом ченця вірменського монастиря Святого Якова та інспектора духовної школи архімандрита Мелкіседека Мурадяна він збагатив свої знання, дав клятву присвятити себе цілковито рідній церкві, захисту її інтересів і процвітанню.
В 1862—1868 роках навчався в семінарії Жарангавораца. Впродовж останніх двох років навчання був учнем відомого педагога, духовного і громадського діяча архієпископа Мелікседека Мурадяна.
22 червня 1869 року рукоположений в сан диякона. В 1870 році патріархом Єрусалимським Есаі (Карапетяном) був посвячений в сан архімандрита.
У 1875 році переїхав до Константинополя, після чого обіймав посаду місцеблюстителя Ізмірської єпархії, одночасно виконуючи обов'язки ключаря й інспектора громади.
У 1880 році наказом Католикоса Всіх Вірмен Геворга IV він став членом монастирської братії святого Ечміадзіна.
У 1881 році запрошений в Шуші, в місцевій реальній і єпархіальній школах працював учителем релігійних предметів.
1 вересня 1888 року призначений ігуменом Сагіаньського монастиря, одночасно виконував обов'язки інспектора монастирської школи.
У 1889 році призначений проповідником кафедрального собору Шамах.
У 1892 році обіймав посаду заступника голови Олександропольської єпархії.
Через декілька місяців він повернувся в Св. Ечміадзін і знову був призначений ігуменом Сагіанського монастиря.
Подорожував по всьому Кавказу, був у всіх населених пунктах Єлизаветпольської губернії, від берегів Араксу до Дербента, Хнаракерта та гавара Муганк. Зібрав сотні написів, описав велику кількість фортець, церков, храмів, населених пунктів.
17 лютого 1894 висвячений на єпископа, 28 вересня 1895 року затверджений головою Шамахінської єпархії, де служив до 20 грудня 1896 року.
Після повернення в Св. Ечміадзін кондаком Католикосом Мкртича Хрімяном призначений ключарем Кафедрального собору і членом Монастирського правління, а потім — членом Синоду.
В 1904 році за станом здоров'я святійший Макар зрікся цієї посади і був призначений настоятелем монастиря Святого Товма Агуліса у Нахічевані, де і провів останні роки життя.
Після тривалої хвороби помер 6 (19) лютого 1906 року. Похований на монастирському цвинтарі Св. Ечміадзіна.

## Наукова і письменницька діяльність
Поряд з багаторічною церковною і педагогічною діяльністю, також плідно займався літературною та науковою роботою. Серед його праць історико-географічного характеру особливу цінність представляють книги «Історія країни Алуанк», «Країна Алуанк і сусіди», «Арцах».
«Арцах», який вийшов у 1895 році в Баку й був удостоєний премії Ізміряна, є результатом кропіткої та скрупульозної роботи автора, в якій він всебічно і детально дослідив і описав всі населені пункти, монастирі, церкви, фортеці, мости, лапідарні написи, рукописні пам'ятники свого рідного краю та ін. Подорожуючи по Арцаху, він бажав «своїми очима побачити розташування країни, руками обмацати всі пам'ятники старовини, уважно перевірити епітафії, безмовні камені та ті, шо говорять, стоячі і зруйновані будівлі…».

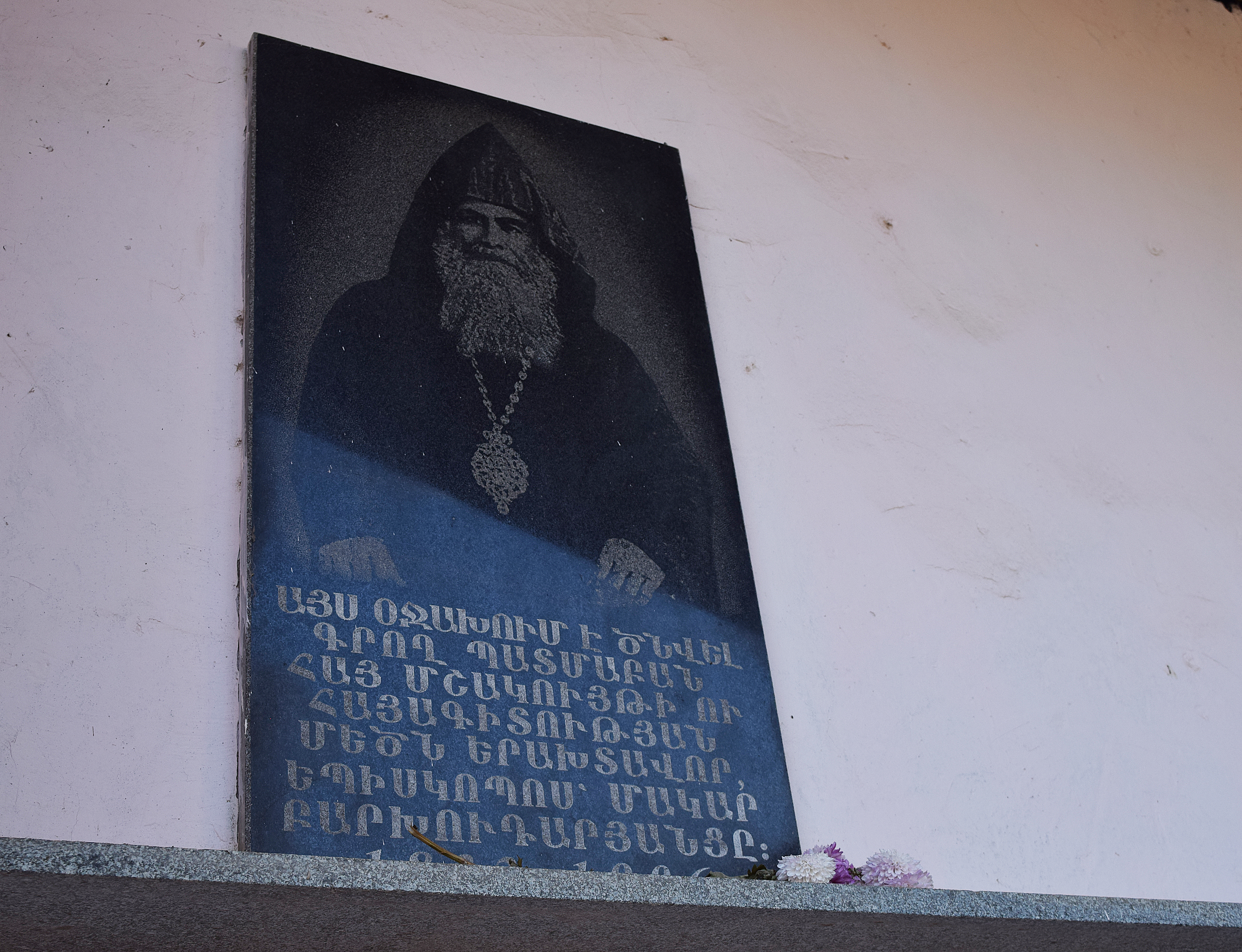
Пам'ятна плита